# Soarele și luna
A Soarele și luna (magyarul: A Nap és a Hold) a moldáv Pasha Parfeni dala, mellyel Moldovát képviselte a 2023-as Eurovíziós Dalfesztiválon Liverpoolban. A dal 2023. március 4-én, a moldovai nemzeti döntőben, az Etapa Națională című műsorban megszerzett győzelemmel érdemelte ki a dalversenyen való indulás jogát.

## Eurovíziós Dalfesztivál
2023. január 28-án a Teleradio-Moldova bejelentette a 2023-as Etapa Națională meghallgatásán a résztvevők közül a teljes listát, amelyek a műsor élőben közvetített tévés válogatójában szerepelni fognak. Az énekes és a dala is bekerült a legjobb tíz közé. A dal március 4-én megnyerte a nemzeti döntőt, ahol a szakmai zsűri, valamint a nézői szavazatok együttese alakította ki a végeredményt. A zsűri és a közönség listáján is első lett, így összesítésben megnyerte a versenyt és ez a dal képviselheti Moldovát az Eurovíziós Dalfesztiválon.
A dalfesztivál előtt Barcelonában, Varsóban, Tel-Avivban, Madridban, Amszterdamban és Londonban eurovíziós rendezvényeken népszerűsítette versenydalát.
A dalt először a május 9-én megrendezett első elődöntőben fellépési sorrendben tizedikként adta elő, az Izraelt képviselő Noa Kirel Unicorn című dala után és a Svédországot képviselő Loreen Tattoo című dala előtt. Az elődöntőből ötödik helyezettként sikeresen továbbjutott a május 13-i döntőbe, ahol fellépési sorrendben tizennyolcadikként lépett fel, az Örményországot képviselő Brunette Future Lover című dala után és az Ukrajnát képviselő Tvorchi Heart of Steel című dala előtt. A zsűri szavazáson a huszadik helyen végzett 20 ponttal, míg a nézői szavazáson a kilencedik helyen végzett 76 ponttal (Olaszországtól és Romániától maximális pontot kapott), így összesítésben 93 ponttal a verseny tizennyolcadik helyezettje lett.
A következő moldáv induló Natalia Barbu In the Middle című dala volt a 2024-es Eurovíziós Dalfesztiválon.

### Kapott pontok
Első elődöntő
| Szavazat | Össz | Szavazó országok | Szavazó országok | Szavazó országok | Szavazó országok | Szavazó országok | Szavazó országok | Szavazó országok | Szavazó országok | Szavazó országok | Szavazó országok | Szavazó országok | Szavazó országok | Szavazó országok | Szavazó országok | Szavazó országok | Szavazó országok | Szavazó országok | Szavazó országok    | Szavazó országok |
| Szavazat | Össz | Norvégia         | Málta            | Szerbia          | Lettország       | Portugália       | Írország         | Horvátország     | Svájc            | Izrael           | Svédország       | Azerbajdzsán     | Csehország       | Hollandia        | Finnország       | Franciaország    | Németország      | Olaszország      | A Világ többi része |                  |
| -------- | ---- | ---------------- | ---------------- | ---------------- | ---------------- | ---------------- | ---------------- | ---------------- | ---------------- | ---------------- | ---------------- | ---------------- | ---------------- | ---------------- | ---------------- | ---------------- | ---------------- | ---------------- | ------------------- | ---------------- |
| Nézők    | 109  | 6                | 1                | 4                | 6                | 12               | 10               | 3                | 2                | 6                | 6                | 4                | 7                | 3                | 7                | 10               | 6                | 12               | 4                   |                  |

Döntő
| Zsűri | 20 |   |    |  |  |  |   | 3 |  |  |   |   |  |  |   | 2 |  |  |  | 7  |  |  |   | 8 |  |  |   |   |   |  |   |   |  |  |  |   |   |  |
| Nézők | 76 | 6 | 12 |  |  |  | 4 | 3 |  |  | 8 | 3 |  |  | 8 | 1 |  |  |  | 12 |  |  | 1 |   |  |  | 1 | 1 | 5 |  | 3 | 5 |  |  |  | 2 | 1 |  |

## Galéria

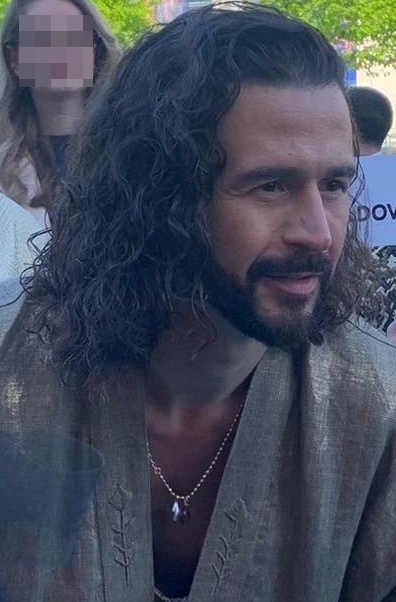
A megnyitóünnepségen
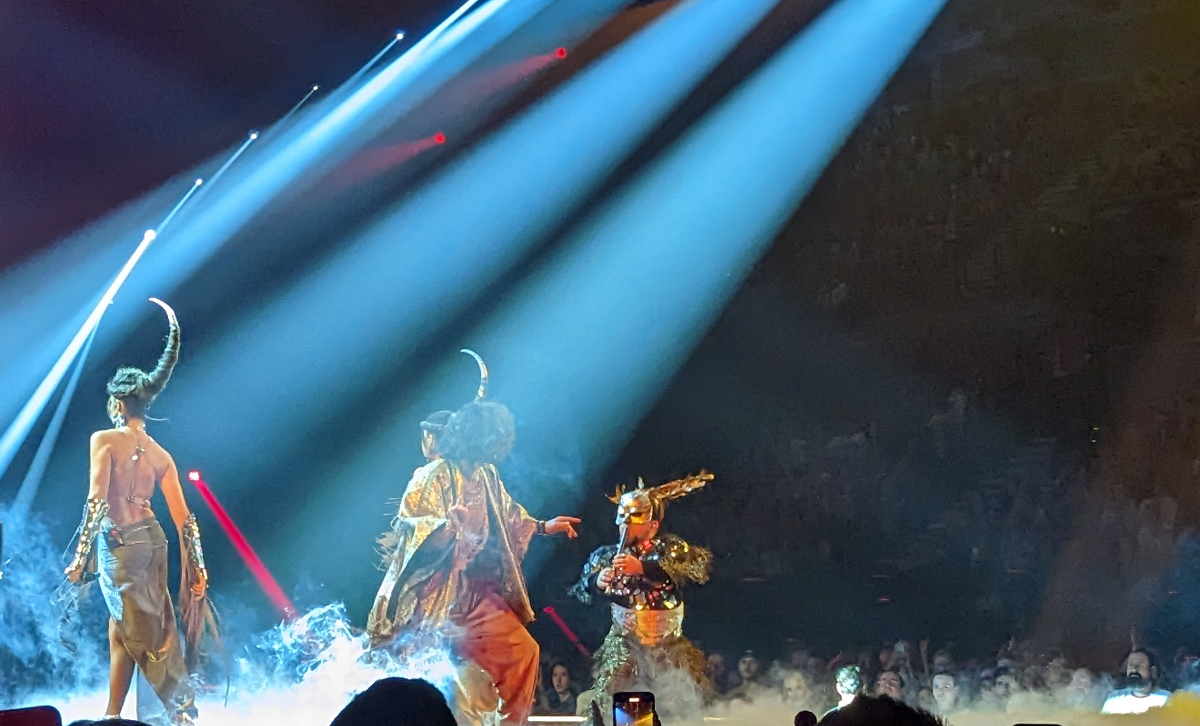
Az elődöntőben
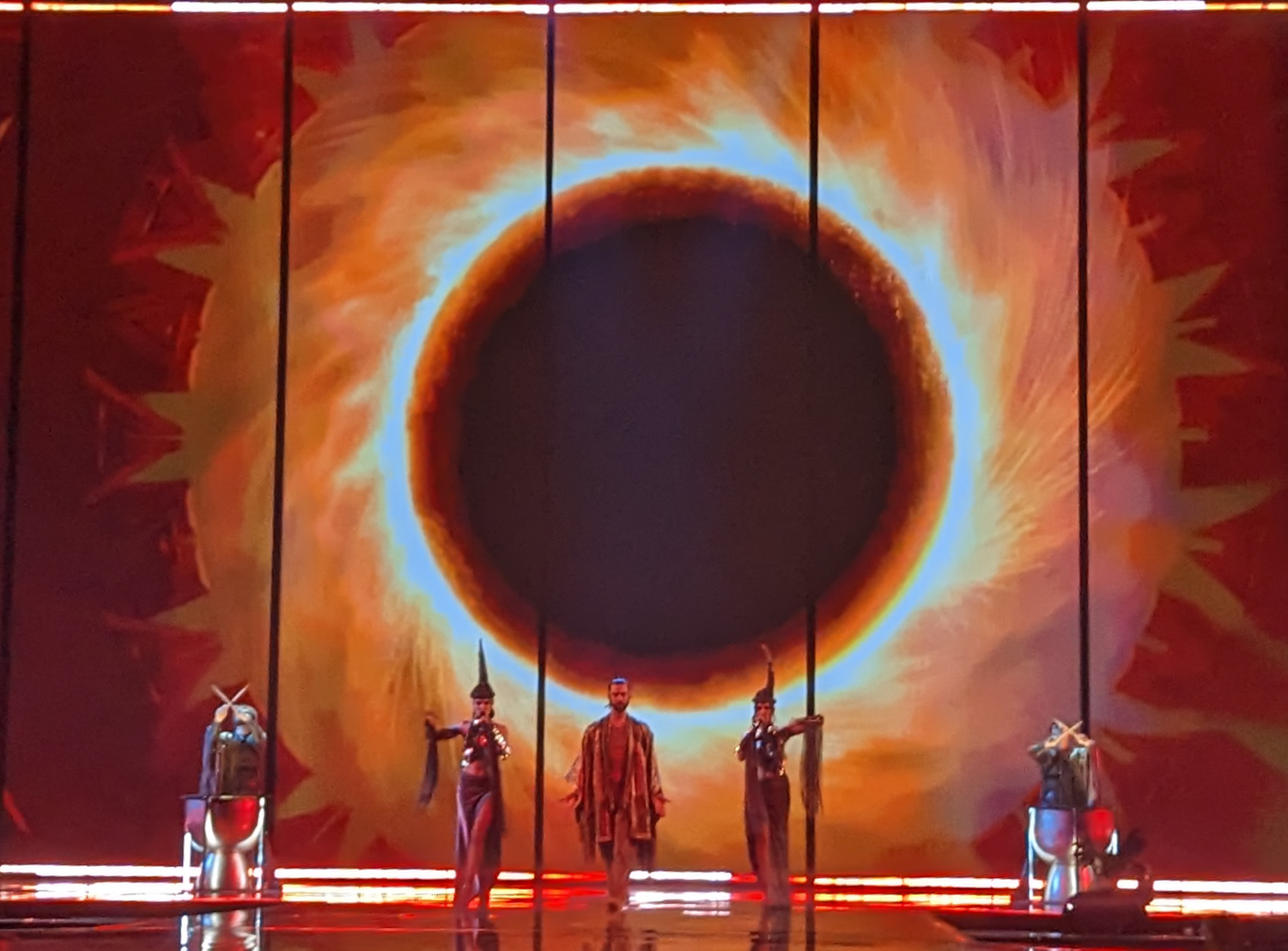
A döntőben